# Елеонора ди Толедо
Елеонора ди Толедо (на италиански: Eleonora di Toledo), родена доня Леонор Алварес де Толедо и Осорио (Donna Leonor Álvarez de Toledo y Osorio; * 1522, Алба де Тормес, Кралство Кастилия и Леон; † 17 декември 1562, Пиза, Флорентинско херцогство) е испанска аристократка, първата съпруга на Козимо I де Медичи и втората и последна херцогиня на Флоренция. Въпреки че често е наричана „Великата херцогиня Елеонора", тя никога не е била Велика херцогиня на Тоскана, тъй като умира преди създаването на Велико херцогство на Тоскана. По време на периоди на отсъствие или болест на съпруга си Елеонора поема функцията на регентка на Флорентинското херцогство.

## Произход
Елеонора е дъщеря на дон Педро Алварес де Толедо и Сунига (* 1484, † 1553), вицекрал на Неапол, и на съпругата му дона Мария Осорио и Пиментел (* 1498, † 1539), маркиза на Вилафранка дел Биерсо. Нейни дядо и баба по бащина линия са Фадрике Алварес де Толедо и Енрикес, 2-ри херцог на Алба де Тормес от 1488 г., 2-ри маркиз на Кория, 2-ри граф на Салватиера де Тормес и 1-ви граф на Пиедрахита, господар на Валдекорнеха, господар на Уескар и рицар на Ордена на Златното руно, и Исабел де Сунига и Пиментел, графиня на Севиля, а по майчина – Луис Пиментел и Пачеко и Хуана Осорио, 1-ва маркиза на Вилафранка дел Биерсо. Има трима братя и три сестри:
- Фадрике (* 1510, † 1569), 3-ти маркиз на Вилафранка дел Биерсо
- Гарсия (* 1514, † 1577), лейтенант от Сиенската война, 4-ти маркиз на Вилафранка дел Биерсо (* 1569, † 1577), съпруг на Витория Колона ди Палиано
- Анна (* ок. 1510, † пр. 1550), съпруга на Алваро Лопе де Москосо Осорио и Андраде, 4-ти граф на Алтамира, и на Алваро де Мендоса
- Хуана, съпруга на Ернандо Хименес де Уреа и на Манрике де Лара, първороден син на 2-рия граф на Аранда
- Изабела, съпруга на Джован Батиста Спинели, граф на Кастровилари и на Кариати
- Луис († 1597), военен командир на Ордена на Сантяго, заместник на Неаполитанското кралство

## Биография

### Ранни години
Когато Елеонора е на около 10 г., на 4 септември 1532 г. баща ѝ, заради неговата лоялност към Императора, става вицекрал на Неапол. Така тя прекарва младежките си години в Неапол сред пищни празненства, великолепни дрехи и твърдия „испански“ дворцов етикет. Блясъкът на двора, рангът на семейството ѝ и преди всичко съзнанието, че живее в среда, враждебна към испанците като цяло и към баща ѝ в частност, трябва да са оставили незаличим отпечатък върху личността ѝ, диктувайки високомерните ѝ и враждебни нагласи, за които ще бъде упреквана впоследствие преди всичко от нейните флорентински поданици.
Малко се знае за нейното образование. Само от по-късните събития от живота ѝ може да се заключи, че тя трябва да е получила образование, подходящо за социалната роля на семейството ѝ: макар и силно белязано от принципите на католическата религия, то трябва да е било напълно чуждо на всякаква форма на фанатизъм и нетолерантност, предвид факта че нейна приятелка и учителка е сефарадската еврейка дона Бенвенида Абрабанел. Бенвенида и съпругът ѝ Самуел представляват най-влиятелното и престижно семейство на неаполитанската еврейска общност. Елеонора не прекъсва контакти с нея и след преместването си във Флоренция.

### Брак
С кестенява коса и лешникови очи, Елеонора има перфектно овално лице, сладки черти, изпълнени с вродено величие, както може да се види и на нейните портрети. През пролетта на 1539 г., когато тя е на 17 години, се омъжва за Козимо I де Медичи. Козимо търси булка, която да му помогне да укрепи политическата си позиция. Първоначално той иска ръката на вдовицата на херцог Алесандро де Медичи, убит от братовчед му Лоренцино. Но Маргарита Австрийска, извънбрачна дъщеря на Карл V, показва големи колебания, което е идеално за баща ѝ, който има други планове за нейния брак. Императорът обаче не иска да се противопоставя на Козимо (който рискува да се остави да бъде заобиколен от Кралство Франция) и вместо овдовялата ерцхерцогиня предлага една от дъщерите на много богатия вицекрал на Неапол, един от най-влиятелните хора на полуострова и който се ползва с пълното му доверие.
Елеонора, вече омъжена чрез пълномощник на 29 март 1539 г., отплава от Неапол на 11 юни, придружена от брат си Гарсия със седем галери, и пристига в Ливорно сутринта на 22 юни. В същия ден тя заминава за Пиза и на половината път среща съпруга си Козимо за първи път. След кратък престой в Пиза херцогската двойка заминава за Флоренция, спирайки за няколко дни във Вилата на Медичите в Поджо а Каяно. Неделя, 29 юни, е тържественото влизане на херцогиня Елеонора във Флоренция от Порта ал Прато и официалната сватба в църквата Сан Лоренцо с голяма помпозност, последвана от пищни тържества.

### Херцогиня на Флоренция
Козимо I, който наскоро е взел властта и няма нито политически връзки, нито икономически средства, се облагодетелства значително от позицията, постигната с брака му: той внезапно се озовава притежател на огромно наследство и в родство с губернатора на Южна Италия (дон Педро е толкова доверен като вицекрал, че получава подновяването на длъжността до смъртта си през 1553 г.).
Двойката се настанява в Палацо Медичи на улица „Ларга“ (днешен Палацо „Медичи Рикарди“), но скоро се премества в Палацо Векио, който е преструктуриран и разширен за случая (вътре се намира Параклисът на Елеонора). Двамата са много влюбени и за това освен хронистите са свидетели и многобройните писма между Елонора и Козимо. Докато тя е жива, няма информация за изневери на Козимо, които едва ли биха останали незабелязани в град, където той винаги е в центъра на внимание. Елеонора от своя страна е толкова привързана към съпруга си, че в някои случаи прекалява: при новината за пътуване на херцога, в което не може да го придружи, някои придворни я виждат да плаче и да скубе коси. А когато го няма, тя живее в очакване на писмата му: би желала да получава поне по две на ден. Елеонора притежава и правилния характер, за да застане до един бурен и интровертен човек като Козимо де Медичи. Тя е единственият човек, който има някакво влияние върху съпруга си, от когото приема съвети и знае как да смекчи постоянните промени в настроението му.
Десет години след брака им, когато Елеонора вече е родила седем от единадесетте си деца, е завършено строителството на Палацо Пити – новата резиденция на господарите на Флоренция, а с парите на Елеонора е купена прилежащата земя, която ще образува Градина „Боболи“. Всъщност Елеонора вижда твърде много свои деца да умират като малки, за да пожелае да остане в „нездравословната“ Флоренция, така че тя се надява, че по-малко претъпканият район на Олтрарно, с голяма, просторна градина, все още в рамките на града, ще реши здравословните проблеми на семейството ѝ.
Мотото, което Козимо е избрал за Елеонора, е cum pudore laeta foecunditas, придружено от чучулига, приютила малките си под крилата си, което подхожда добре на фигурата ѝ – майчинска, но и горда. Освен за своята многочислена челяд тя се грижи и за Бия – извънбрачна дъщеря на съпруга ѝ, родена преди брака му с нея.
Флорентинците не харесват особено Елеонора поради характера ѝ, смятан за високомерен от несвикналите с надменността на испанския двор. Тя почти никога не ходи пеша из града, но винаги е на кон или на носилка, която сама е украсила: зелен атлаз отвътре, кадифе със същия цвят отвън. Там е като „в скиния"“, никога не повдига завесите, за да бъде гледана, и винаги е недостъпна.
Именно с действията си обаче тя проявява своята благосклонност към народа: раздава изобилна милостиня, помага на нуждаещи се момичета да си направят зестра, поддържа малкото духовенство, черпейки от личните си доходи. Елеонора много обича домашните любимци и има кученце, котка и папагал. Нейната религиозност понякога стига до фанатизъм, но тя с готовност се отдава на някои светски занимания като хазарт, залагания и конни надбягвания. Има безгранична страст към бижутата, които обича да носи в големи количества, а пищните ѝ рокли следват модата на времето, но се отличават с изключителна изтънченост. Друга област, която особено привлича Елеонора, е тази на финансовите инвестиции: тя лично участва в получаването на значителни парични заеми както от флорентински, така и от чуждестранни банкери, но преди всичко от генуезки. Използва получените парични суми за покупки на недвижими имоти (освен двореца Пити тя купува на свое име огромни имоти в района Марема около Пиза и Ливорно и феодите Кастильоне дела Пеская и остров Джильо), за хранителни доставки, предназначени за семейството, в периоди на глад в самия град Флоренция – за художествени и културни поръчки, и за благочестиви дела. Тя също така участва в търговията на излишната реколта от херцогските владения. Благодарение на нейната умело управление икономическото положение на сем. Медичи, което е много скромно преди женитбата му, се подобрява значително.
Дейността на Елеонора е насочена главно към филтриране на безбройните молби към херцога за помилвания, услуги, субсидии, назначения от всякакъв вид с мълчаливата или изрична молба за нейното ходатайство пред съпруга ѝ. Един от най-значимите примери за това е посредническата дейност на Елеонора относно завръщането във Флоренция на архиепископ Антонио Алтовити. Архиепископът е избран през 1548 г., но е може да стъпи в епархията си поради решителната опозиция на Козимо I, който по този начин си отмъщава за дейността против Медичите от страна на неговия баща Биндо Алтовити.
От голямо значение е дейността на Елеонора в областта на културата: тя работи за повторното отваряне на Студиума (универсоитета) в Пиза и за улесняване на намирането на настаняване в града на студенти и преподаватели. Под нейното покровителство във Флоренция се ражда Академия дели Елевати, за да насърчава изучаването на поезия, и на нейните срещи в херцогската резиденция Елеонора често присъства. Нейното покровителство е насочено и към фигуративните изкуства: Аньоло Тори, известен като Брондзино, е един от любимите ѝ художници – той е автор на много портрети на Елеонора и на други членове на семейството ѝ, докато за скулптура и златарство тя поръчва много творби на Бенвенуто Челини, преди мрачният характер на твореца и заинтересованата клевета на Бачо Бандинели, друг скъп на Елеонора скулптор, да не допринесат за изпадането му в немилост.

### Болест и смърт
През октомври 1562 г. Елеонора следва Козимо I на пътуване до района Марема, в който върлува малария, за да види как напредва започнатата от него рекултивация. Оттам Елеонора мисли да се качи със синовете си Джовани, Гарция и Фердинандо на кораб за Испания, за да отиде на гости на най-големия ѝ син Франческо Мария, който е там от около година. От известно време Елеонора страда от белодробни кръвоизливи и лекарите ѝ са препоръчали да прекара зимата в мекия крайбрежен климат. 19-годишният Джовани и 15-годишният Гарция умират малко след като започват да имат тежка треска, съответно на 20 ноември и на 6 декември. 40-годишната Елеонора също се разболява и умира в рамките на месец в Пиза. След сърцераздирателното ѝ отчаяние от смъртта на Джовани на смъртния ѝ одър крият от нея смъртта на Гарция, настъпила шест дни преди нейната. 13-годишният Фердинандо, който в бъдеще става първо кардинал, а след това велик херцог, е единственият, който оцелява.
През годините се появява неоснователна история за това събитие, вероятно измислена от флорентинските изгнаници, които са врагове на Козимо I. Според нея Гарция е намушкал Джовани по време на лов и Козимо I, след като е научил за инцидента, е убил Гарция. Елеонора, след като е научила за двойното убийство, е умряла от разбито сърце, също наскърбена от скорошната смърт на дъщеря си Лукреция. Много документи, включително частни писма от Козимо I до сина му Франческо, вместо това доказват, че Елеонора и нейните деца са починали от малария. И палеопатологичното изследване на тленните останки на Елеонора, Гарция и Джовани, извършено по време на проекта „Медичи“ през 2004 – 2006 г., показват, че те са починали от опасна малария, причинена от Plasmodium falciparum.

### Погребение
Дълго време се смята, че Елеонора е погребана в роклята, представена на известния портрет на Брондзино, който я изобразява със сина ѝ Джовани, но когато гробницата наистина е отворена, откриват, че тя носи много по-семпла рокля. След дълга и сложна реставрация оригиналната рокля е прекомпозирана и изложена в Галерията на облеклото в Палацо Пити във Флоренция, без обаче да се позволи триизмерно изложение поради много крехките условия, в които се намира.
През 1857 г., по време на първоначално проучване на телата на Медичи, тялото ѝ е открито, както следва: „...Богатите дрехи, изработени според модата от средата на XVI век, и още няколко плитки червеникаво-руса коса, усукана със златна връв... Роклята, която я покрива, доста парцалива, е от бял сатен, дълга до земята и богато избродирана с дантели по бюста, по полата и по волана най-долу; и под тази първа рокля има друга от пурпурно кадифе. Копринените чорапи са в същия цвят, кожените обувки са черни, но на парцали“.
- Гробницата на Елеонора ди Толедо в криптата на Параклисите на Медичите, Базилика „Сан Лоренцо“, Флоренция.
- Погребална рокля на Елеонора ди Толедо, изложена в Галерията за облекло в Палацо Пити.

## Брак и потомство
∞ 29 март (брак с пълномощник), 29 юни 1539 г. във Флоренция за Козимо I де Медичи (* 11 или 12 юни 1519, Флоренция, Флорентинско херцогство; † 21 април 1574, Велико херцогство Тоскана), първи Велик херцог на Тоскана (153 7 – 1574), син на известния кондотиер Джовани дале Банде Нере и на съпругата му Мария Салвиати, от когото има седем сина и четири дъщери:
- Мария Лукреция де Медичи (* 3 април 1540, † 19 ноември 1557, Ливорно), принцеса на Велико херцогство Тоскана
- Франческо I де Медичи (* 25 март, 1541, Флоренция; † 19 октомври, 1587, Поджо а Каяно), 2-ри Велик херцог на Тоскана; ∞ 1. 18 декември 1565, Флоренция за ерцхерцогиня Йохана Австрийска (* 24 януари 1547, Прага; † 10 април 1578, Флоренция), дъщеря на император Фердинанд I и на съпругата му Анна Ягелонина от Унгария и Бохемия, от която има 8 деца 2. тайно юни 1578 за Бианка Капело (* 1548, Венеция, † 20 октомври 1587, Поджо а Каяно), венецианска благородничка, от която има 1 син. Обявява публично брака едва на 10 юни 1579 г.
- Изабела де Медичи (* 31 август 1542, † 16 юли 1576, Вила на Медичите в Черето Гуиди), ∞ 11 юли 1553 Рим за Паоло Джордано I Орсини (* 1541, Брачано; † 13 ноември 1585, Сало), първи херцог на Брачано, от когото има 2 дъщери и 1 син.
- Джовани де Медичи (* 28/29 септември 1543, Флоренция; † 20 ноември 1562, Ливорно), епископ на Пиза и кардинал от 31 януари 1560 г.
- Лукреция де Медичи (* 14 февруари 1544 или 7 юни 1545, Флоренция; † 21 април 1561, Ферара), херцогиня на Ферара, Модена и Реджо като съпруга от 1560 г. на Алфонсо II д’Есте
- Пиеро (Педрико) де Медичи (* 10 август 1546, Флоренция; † 10 юни 1547, Флоренция)
- Гарция де Медичи (* 5 юли 1547, Флоренция; † 12 декември 1562, Пиза)
- Антонио де Медичи (*/† 1548)
- Фердинандо I де Медичи (* 30 юли, 1549, † 7 февруари, 1609), кардинал на Светата римска църква от 1562 г., след смъртта на брат си Франческо I се възкачва на престола на Велико херцогство Тоскана, ставайки 3-ти Велик херцог на Тоскана (1587); ∞ 8 декември 1588 г. за Кристина Лотарингска (* 1565, † 1636), дъщеря на Карл III, херцог на Лотарингия, и Клод дьо Валоа, дъщеря на френския крал Анри II и Катерина де Медичи, от която има 5 сина и 3 дъщери.
- Анна де Медичи (* 19 март 1533, Флоренция; † 1 август 1553, Флоренция);
- Пиетро де Медичи, понякога наричан Пиеро или Педро, известен в Испания като Дон Педро (* 3 юни 1554, Флоренция; † 25 април, 1604, Мадрид), военен, генерал и политик, ∞ за 1-вата си братовчедка дона Леонора Алварес де Толедо и Колона, нар. Дианора (* 1553, Флоренция; † 9 юли 1576, пак там, убита от него), дъщеря на Гарсия Алварес де Толедо и Осорио, 4-ти маркиз на Вилафранка дел Биерсо и брат на майка му, от която има 1 син 2. за доня Беатрис де Менезес и Нороня (* ок. 1560, † ок. 1603), дъщеря на Мануел IV де Менесез и Нороня, 1-ви херцог на Вила Реал, губернатор на Сеута, от която няма деца. Има няколко извънбрачни деца (от Антония Каравахал – 2 сина и 3 дъщери, и от Мария де ла Рибера – 1 син).

- Потрети на децата на Елеонора и Козимо I
- Аньоло Бронзино, Портрет на Мария де Медичи, 1551, Уфици
- Шипионе Пулцоне, Портрет на Франческо I, 1590, Уфици
- Алесандро Алори, Портрет на Изабела де Медичи, 1550 – 60, Галерия Палатина, Палацо Пити
- Бачо Ломи, Портрет на кардинал Джовани де Медичи, 1561
- Аньоло Брондзино, Елеонора от Толедо със сина си Джовани, 1544 – 45, Уфици
- Аньоло Брондзино, Портрет на Лукреция де Медичи, 1560, Худ. музей на Северна Каролина
- Аньоло Брондзино, Портрет на Гарция де Медичи, ок. 1550, Прадо, Мадрид
- Шипионе Пулцоне, Портрет на Фердинандо I де Медичи, 1590, Уфици, Флоренция
- Санти ди Тито, Портрет на Пиетро де Медичи, ок. 1584 – 86, Уфици, Флоренция

На децата си, но особено на момичетата, Елеонора дава много строго възпитание. Те са постоянно затворени в апартаментите си, където живеят почти уединено, само с компанията на дамите и изповедника, което е по примера на образованието, получено от самата нея във вицекралския двор на Неапол.
Потомците на Елеонора и Козимо I, макар и многобройни, със сигурност нямат късмет поради туберкулозата във Флоренция, която често изисква престой в крайбрежните райони, където обаче върлува малария. Всъщност децата им Мария (1557), Джовани (1562) и Гарция (1562), както и самата Елеонора (1562), умират от маларийни трески; три други (Педрико, Антонио и Анна) умират като бебета; Лукреция, херцогиня на Ферара, Модена и Реджо, умира много млада от туберкулоза (въпреки че враговете на съпруга ѝ Алфонсо II д'Есте твърдят, че е отровена от него, за да може той да се ожени за ерцхерцогиня Барбара Австрийска, политически по-престижна партия); Франческо I умира мистериозно заедно с втората си съпруга Бианка Капело (дълги векове се предполага, че са били отровени от Фердинандо I, но последните научни анализи отричат тази история); Изабела има слухове, че е била удушена от съпруга си по обвинение в изневяра; Фердинандо I е единственият законен син, който наближава старост, и е третият велик херцог на Тоскана в продължение на много години, умирайки на 59-годишна възраст.
Една от нейните племенници – Леонора Алварес де Толедо и Колона, дъщеря на брат ѝ Гарсия Алварес де Толедо и Осорио, се омъжва за сина ѝ Пиетро през 1571 г., който я убива през 1576 г. по обвинение в изневяра.